# Finished Symphony
Finished Symphony è un singolo degli Hybrid, uscito nel 1999 per poi essere remixato nel 2008 dal noto disc jockey canadese deadmau5.
Trattasi di un pezzo di genere progressive House ma con alcune cadenze del genere downtempo.